# Shenzhou 15
Shenzhou 15 var en bemannad flygning med en kinesisk rymdfarkost av typen Shenzhou. Den sköts upp med en Chang Zheng 2F/G raket från Jiuquans satellituppskjutningscenter i Inre Mongoliet den 29 november 2022. Några timmar efter uppskjutningen dockade farkosten med den kinesiska rymdstationen Tiangong.
Besättningen bestod av Fei Junlong, Deng Qingming och Zhang Lu.
Under flygningen genomförde man fyra rymdpromenader.
Farkosten återinträdde i jordens atmosfär och landade i Inre Mongoliet den 3 juni 2023.

## Besättning
| Befälhavare    | Fei Junlong Hans andra rymdfärd    |
| Flygingenjör 1 | Deng Qingming Hans första rymdfärd |
| Flygingenjör 2 | Zhang Lu Hans första rymdfärd      |